# Werner Johannes
Werner Johannes (* 20. November 1805 in Meiningen; † 19. Oktober 1871 ebenda) war ein deutscher Kaufmann, Fabrikant und Politiker.

## Leben
Johannes war Inhaber einer Baumwollfabrik in Meiningen.
Er war vom 17. November 1848 bis 22. Mai 1849 Mitglied der Frankfurter Nationalversammlung für das Herzogtum Sachsen-Meiningen in Meiningen in der Fraktion Württemberger Hof.
1848/49 war er auch Mitglied der Stadtverordnetenversammlung in Meiningen sowie 1849 des Gothaer Nachparlaments.